# Reg Lewis (attore)
Reg Lewis, nome vero di Reginald Bernie Lewis (Niles, 23 gennaio 1936 – Los Angeles, 11 febbraio 2021), è stato un attore e culturista statunitense.

## Filmografia
- Maciste contro i mostri, regia di Guido Malatesta (1962)
- La più allegra avventura (The Brass Bottle), regia di Harry Keller (1964)
- Piano, piano non t'agitare! (Don't Make Waves), regia di Alexander Mackendrick (1967)
- Sextette, regia di Ken Hughes (1977)